# Lambretta
Lambretta fue una línea de motonetas producida en Milán (Italia) desde finales de la década de 1940 por la compañía Innocenti. Estas motonetas fueron desarrolladas por Ferdinando Innocenti, quien las introdujo en el mercado en 1946 para competir con las Vespa de Piaggio. Se fabricaron hasta 1971 cuando cesó su producción en Italia, pero se continuaron fabricando bajo licencia en España por Lambretta Locomociones S.A. e India (el gobierno hindú compró la fábrica y los derechos del nombre Lambretta para crear la empresa Scooters India Limited (SIL)). Su nombre proviene del de un pequeño río, el Lambro (en Milán), cercano a la factoría.
Las «lambrettas» fueron también fabricadas bajo licencia por Fenwick en Francia, NSU en Alemania, Serveta en España, API en India, Yulon en Taiwán, Pasco en Brasil, Auteco en Colombia y Siambretta en Argentina.
Junto con la Vespa, su eterno rival, fue un icono de los años 50 y 60 cuando fue adoptado en el Reino Unido por la cultura juvenil de los mods. 
A diferencia de la Vespa, la Lambretta posee un chasis tubular. Los primeros modelos se ofrecían en dos versiones: «abierta» (con toda la parte mecánica descubierta) o «cerrada» (con cofanos laterales cubriendo la parte mecánica y agregando gran cantidad de embellecedores ), el mayor éxito de la versión «cerrada» confirmó que los conductores preferían las delicadas y artísticas curvas en la motoneta.

### Lambretta en la actualidad
Desde 2017, una empresa con sede en Lugano, Innocenti SA, produce ciclomotores con el logotipo "Lambretta" en colaboración con la empresa austriaca KSR Group. La empresa produce también un scooter llamado Lambretta V-Special y disponible en tres versiones: el V50 Special, el V125 Special y el V200 Special. El V-Special se basa en el scooter chino SYM Fiddle

## Modelos
- Modelo A, 1947–1948
- Modelo B, 1948–1950
- Modelo C/LC, 1950–1951
- Modelo D, 1951–1957
- Modelo LD, 1951–1958
- Modelo E, 1953–1954
- Modelo F, 1954–1955
- TV Serie 1, 1957–1959
- Li Serie 1, 1958–1959
- Li Serie 2, 1959–1961
- TV Serie 2, 1959–1962
- Li Serie 3, 1961–1967
- Lambretta TV200, 1962–1965

- Li Special, 1963–1969
- J Range, 1964–1971
- SX Range, 1966–1969
- Lui/Vega/Cometa, 1968–1970
- GP/DL Range, 1969–1971 (Italia)
- GP/DL, 1972–1998 (India)
- LN, 2011–presente
- Vendetta (L70),2016-presente

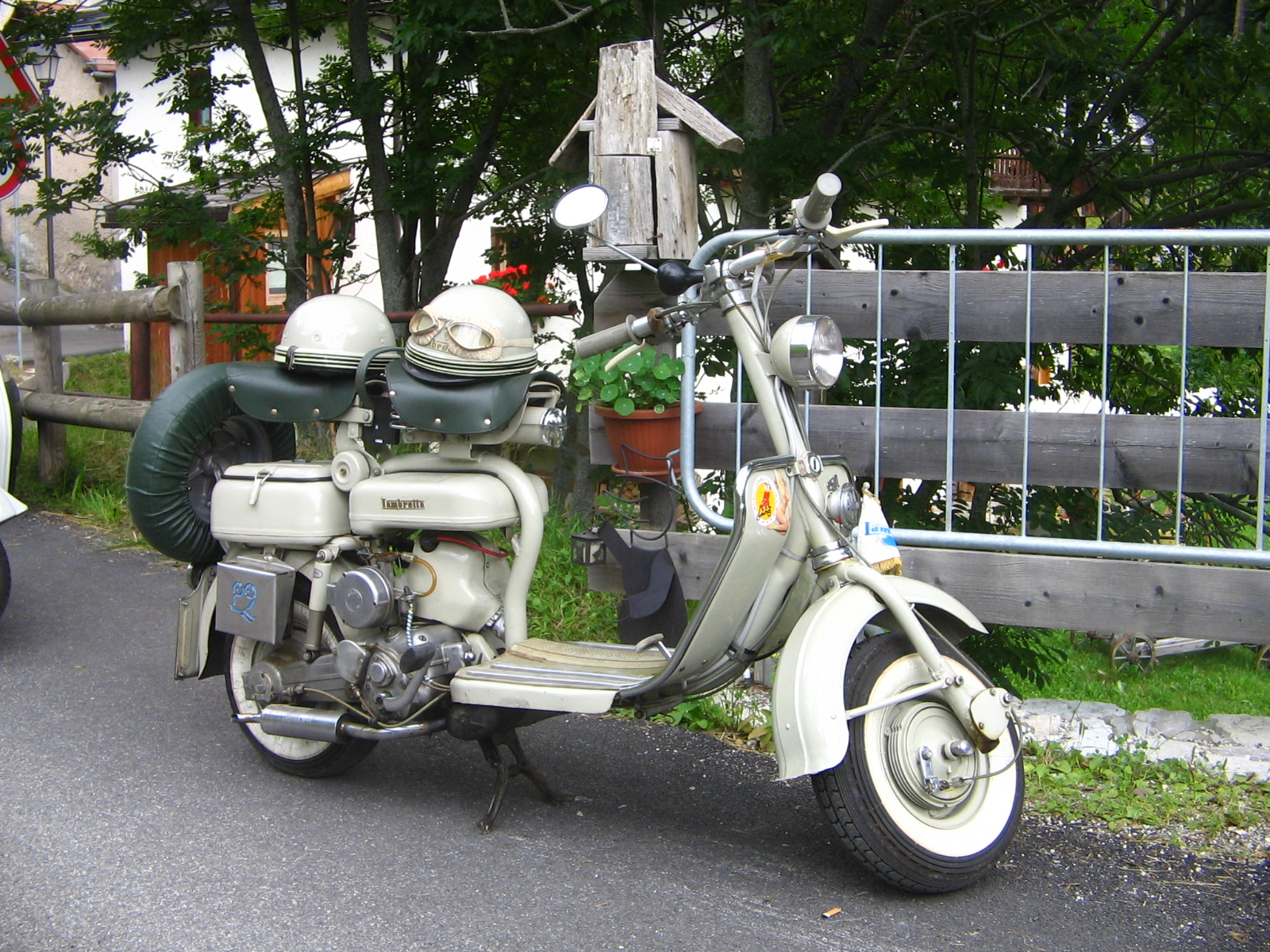
Lambretta 150 d

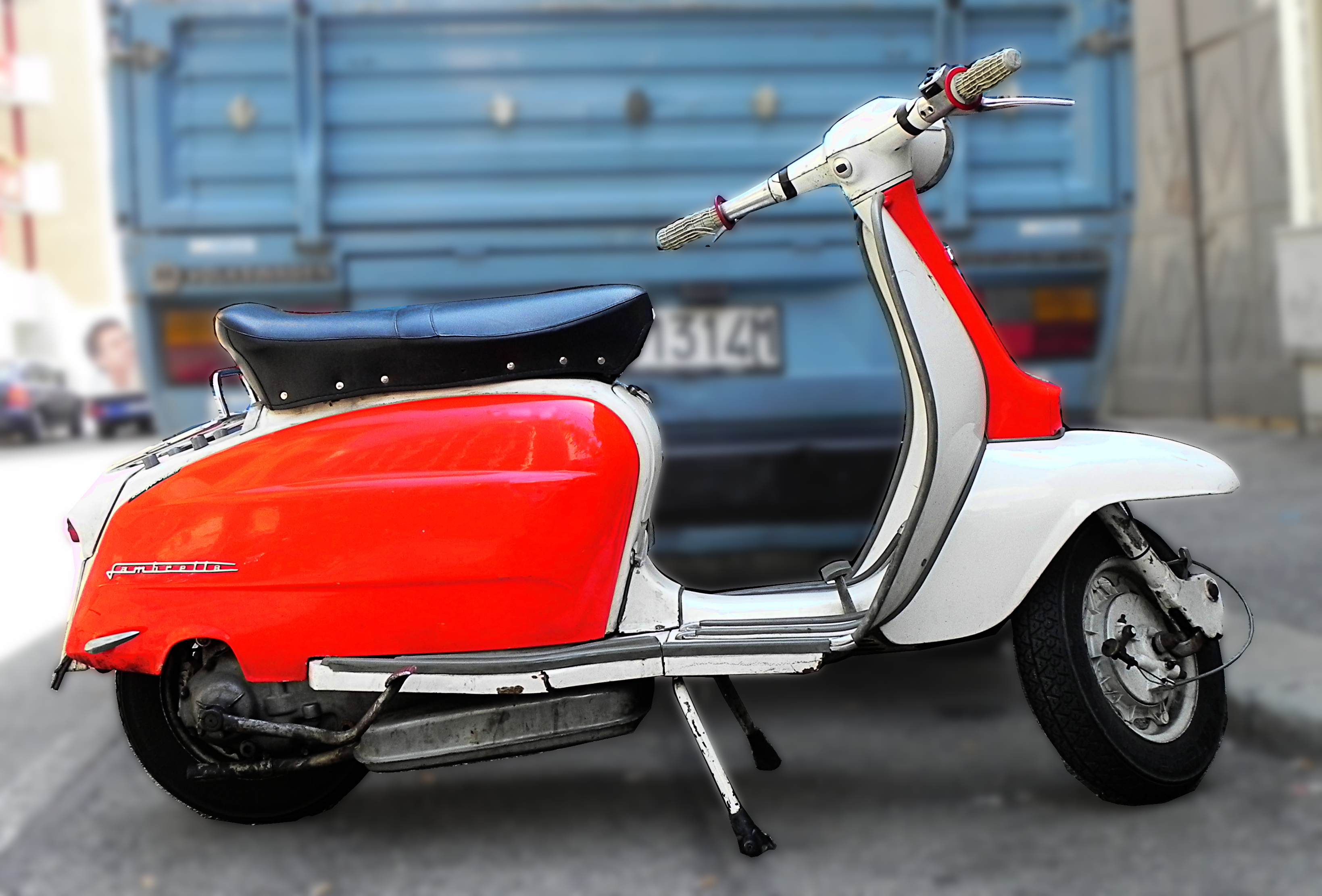
Lambretta

Las Lambretta tienen cambio manual, controlado con el puño izquierdo mientras se sujeta el embrague situado en el mismo puño, seleccionando entre 3 o 4 velocidades, según el modelo. El motor es de entre 50 hasta 200 c. c. y dos tiempos que funciona con gasolina mezclada con aceite para lubricar el pistón y el cilindro. Esta mezcla de aceite y de gasolina produce cierta cantidad de humo. El motor va situado en el centro, lo cual le da mayor equilibrio lateral y mejor reparto del peso entre las ruedas (más agarre en la delantera), sin embargo, para ello fue necesaria una mayor distancia entre ejes, lo que hace que sea menos maniobrable en espacios reducidos. Mide 2000 mm" de longitud aproximadamente desde guardabarros delantero hasta guardabarros trasero

## Personajes ficticios que poseen una Lambretta
- Jimmy Cooper — Quadrophenia
- Alice Avril — Los pequeños asesinatos de Agatha Christie
- Padre Amorth - El Exorcista del Papa